# Nhiệt học
Nhiệt học là ngành của vật lý học nghiên cứu các hiện tượng liên quan đến sự truyền nhiệt, biến đổi nhiệt thành công, công thành nhiệt và đo lường nhiệt lượng. Nhiệt phát sinh do có sự cọ xát của bề mặt hai vật. Ví dụ: bánh xe chuyển động ma sát với mặt đường.

## Hệ thống đo lường nhiệt
Nhiệt có ký hiệu T đo bằng đơn vị độ, có ký hiệu ο
Có ba hệ thống đo lường nhiệt độ chuẩn để đo hay so sánh nhiệt độ.
- Độ C (do nhà khoa học Celsius sáng lập).
- Độ F (do nhà khoa học Farenheit sáng lập).
- Độ K (do nhà khoa học Kelvin sáng lập).

## Nhiệt độ chuẩn
- Nhiệt độ phòng
- Nhiệt độ bay hơi thành chất khí
- Nhiệt độ đông đặc thành chất rắn
- Nhiệt độ nóng chảy thành chất lỏng

## Nhiệt và vật
Đối với con người, nhiệt độ cao là mức nhiệt độ cho một cảm giác nóng. Nhiệt độ thấp là mức nhiệt độ cho cảm giác lạnh.
Đối với nước, ở nhiệt độ 0 nước đông thành đá, ở nhiệt độ 100 nước sôi và trở thành hơi nước.
Vào mùa hè cộng dây điện thường chùng xuống, vào mùa đông cộng dây điện thường căng cứng.
- Nhiệt truyền qua mọi vật ở ba trạng thái rắn, lỏng, khí. Từ vật có nhiệt độ cao sang vật có nhiệt độ thấp.
- Khi vật hấp thụ nhiệt sẽ

Thay đổi về thể tích, co lại hay giãn nở ra
Thay đổi trạng thái, biến thể từ rắn sang lỏng sang khí

## Định luật nhiệt động

### Định luật nhiệt động 1
- Nhiệt truyền qua vật khi có thay đổi nhiệt độ trên vật và làm cho vật co lại hay giãn nở ra. Nhiệt bao giờ cũng truyền từ vật ấm sang vật lạnh, hay từ vật có nhiệt độ cao sang vật có nhiệt độ thấp.

### Định luật nhiệt động 2
- Khi vật thay đổi trạng thái từ rắn sang lỏng rồi khí cần phải có một năng lượng nhiệt.

Mọi vật thay đổi trạng thái khi hấp thụ nhiệt. Thí dụ, tại nhiệt độ 100οC, nước bốc hơi thành hơi nước. Tại nhiệt độ 0οC, nước đông lại thành nước đá.

## Năng lượng nhiệt
Năng lượng nhiệt hấp thụ hay nhiệt lượng Q, của một vật tùy thuộc vào các yếu tố sau:
Khối lượng vật: m
Nhiệt cảm của vật liệu: c
Độ thay đổi nhiệt độ: Δt
Được tính bằng công thức sau:
{\displaystyle Q=mc\Delta t}
m: khối lượng vật (kg)
c: Nhiệt dung riêng của vật liệu (J/kg.K)
Δt: Độ thay đổi nhiệt độ (oC hay K)
Q: Nhiệt lượng (J)